# 내시 (1986년 영화)
내시는 1986년 공개된 대한민국의 영화이다.

## 배역
- 안성기
- 이미숙
- 김진아
- 남궁원
- 길용우
- 변희봉
- 한태일
- 도금봉